# Bertheauville
Bertheauville es una comuna francesa situada en el departamento de Sena Marítimo, en la región de Normandía.

## Demografía
| 132 | 115 | 84 | 60 | 75 | 85 | 98 |
| Para los censos de 1962 a 1999 la población legal corresponde a la población sin duplicidades (Fuente: INSEE [Consultar]) |     |    |    |    |    |    |